# Turn Around (Enigma)
Turn Around è un singolo del gruppo musicale tedesco Enigma, pubblicato nel 2001 ed estratto dall'album Love Sensuality Devotion: The Greatest Hits.

## Tracce
1. Turn Around (Radio Edit) – 3:53
2. Turn Around (Northern Lights Club Mix) – 10:40
3. Gravity of Love (Chilled Club Mix) – 5:27